# 囊果黄耆
囊果黄耆（学名：Astragalus saccatocarpus）是豆科黄芪属的植物，为中国的特有植物。分布在中国大陆的云南等地，生长于海拔3,700米至4,150米的地区，多生长于山坡和草地岩石上，目前尚未由人工引种栽培。